# Правосъдие
Правосъдието е особен вид правоохранителна и правоприлагателна държавна дейност, осъществявана от съдебната власт.

## Външна манифестация на признаците
- осъществява се единствено и само от съд;
- съдиите и съдебните заседатели, осъществяващи правосъдието, са абсолютно независими и самостоятелни в служебната си дейност, подчинявайки се само и единствено на закона, прилагайки го съобразно вътрешното си убеждение;
- съдебните актове имат задължителен характер за адресатите им.

## Основни ръководни принципи
- законност при установяването на истината;
- доказаност и мотивираност на съдебните актове;
- публичност, достъпност и прозрачност във всички фази на съдебната процедура;
- единност на осъществяващата го съдебна система;
- състезателност и равенство на страните в процеса;
- безпристрастност и политическа неутралност на съдебния състав;
- право на страните на достъпна и компетентна правна помощ в процеса;
- участие на гражданите и гражданското общество при осъществяването му.